# Баскамыс
Баскамыс (каз. Басқамыс, до 2007 года — Тульское) — село в Актогайском районе Павлодарской области Казахстана. Расположено в 130 км к северо-западу от Павлодара и в 76 км к юго-западу от Актогая. Административный центр Баскамысского сельского округа. Код КАТО — 553245100.
Село Тульское было центральной усадьбой бывшего мясного совхоза «Шидертинский», образованного в 1954 году на части земель совхоза «Аккольский» и госземфонда, а также присоединённого в 1957 году колхоза «30 лет Казахстана».

## Население
В 1985 году в селе жили 1221 человек, в 1999 году население села составляло 535 человек (272 мужчины и 263 женщины). По данным переписи 2009 года, в селе проживало 214 человек (104 мужчины и 110 женщин).